# マカビー

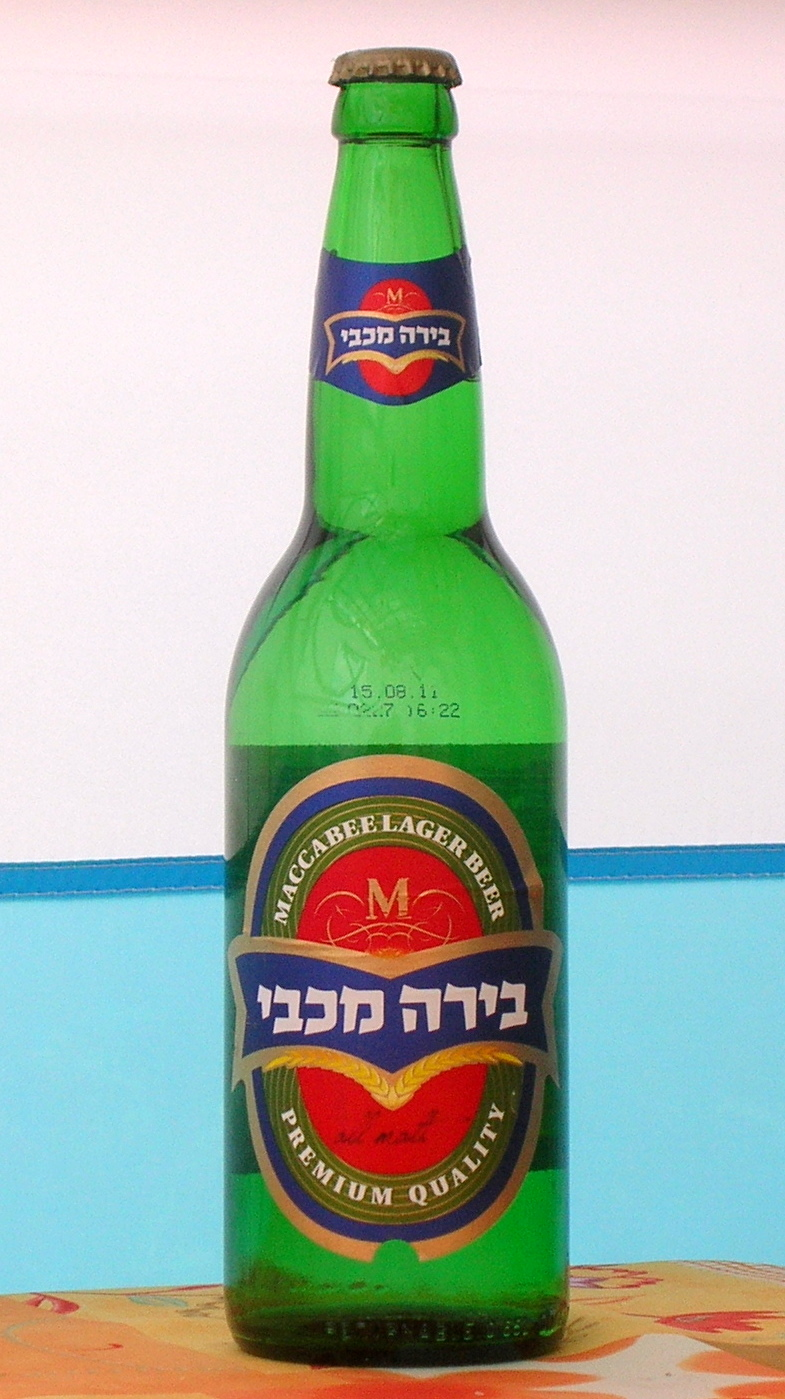
マカビーのビン。

マカビー（ヘブライ語: בירה מכבי、英語: Maccabee）とは、イスラエルにおいてよく消費されているビールである。

## 概要
マカビーは、1968年に初めてイスラエルにおけるテンポ社(טמפו משקאות, Tempo Beer Industries)によって製造されたビールであり、カシュルートである。マカビーには5％のアルコールが含有されており、イスラエルにおけるビール市場のおよそ11%を占めている。マカビーのアルコール含有率は従来は4.9%であったが、2009年に5%へと少し上昇した。日本ではイスラエル料理を扱う飲食店などにおいてマカビーを飲むことが可能である。